# 結城摂子
結城 摂子（ゆうき せつこ）は、フードコーディネーター、料理評論家である。

## 人物
『料理の鉄人』のプロデュースがきっかけでフードコーディネーターの草分け的存在として知られるようになり、以降は数多くの料理番組の制作や食のイベントに携わっている。特に、服部幸應と演出家の田中経一とは親交が深く、両者が関わっている料理番組には結城が参加することが多い。また、国内のみならず、海外の料理人やレストランオーナーに人脈があり、料理業界では強い影響力を持つ1人とされている。しかし、プロフィールについてはほとんど明らかにされていないため、謎の多い人物でもある。
一方で、はっきり物を言う性格であり、料理評論家として辛辣な批評をすることが多いことでも知られる（後述）。

## 特徴
結城の料理批評の特徴として、当該の料理を褒める際も貶す際も断定的で主観的な批評をすることが挙げられる。
著名な料理人・大御所的存在の料理人が調理した料理に対しても、内容によっては非常に辛辣な批評をするため、レストラン評論家の友里征耶は彼女の姿勢を批判している。

## 料理監修
- 料理の鉄人（フジテレビ）
- SMAP×SMAP（フジテレビ）
- ジャングルTV 〜タモリの法則〜（毎日放送）
- 家事場の女王様（毎日放送）
- 魂のワンスプーン（TBS）
- 隠れ家ごはん!〜メニューのない料理店〜（テレビ朝日）

## TV出演
- アイアンシェフ（フジテレビ）
- 東北の味を世界に!料理番組のカリスマ結城摂子の挑戦（フジテレビ）
- 舌の肥えた華麗なる美食家５人全員に美味いと言わせたら1000万円!（日本テレビ）
- お願い!ランキング（テレビ朝日）